# Bédeille (Ariège)
Pour les articles homonymes, voir Bédeille.
Bédeille est une commune française, située dans le département de l'Ariège en région Occitanie.

## Géographie

### Localisation
- 1Carte dynamique
- 2Carte OpenStreetMap
- 3Carte topographique
- 4Carte avec les communes environnantes

Bédeille est une commune rurale qui compte 76 habitants en 2022, après avoir connu un pic de population de 557 habitants en 1846. Elle fait partie de l'aire d'attraction de Saint-Girons. Ses habitants sont appelés les Bédeillais ou Bédeillaises.
La commune de Bédeille se trouve dans le département de l'Ariège, en région Occitanie.
Elle se situe à 43 km à vol d'oiseau de Foix, préfecture du département, à 12 km de Saint-Girons, sous-préfecture, et à 10 km de Saint-Lizier, bureau centralisateur du canton des Portes du Couserans dont dépend la commune depuis 2015 pour les élections départementales.
La commune fait en outre partie du bassin de vie de Saint-Girons.
Les communes les plus proches sont :
Tourtouse (1,8 km), Bagert (2,0 km), Fabas (2,3 km), Barjac (3,5 km), Taurignan-Castet (5,4 km), Mercenac (5,7 km), Cérizols (5,7 km), Lasserre (5,8 km).
Sur le plan historique et culturel, Bédeille fait partie du Couserans, pays aux racines gasconnes structuré par le cours du Salat (affluent de la Garonne), que rien ne prédisposait à rejoindre les anciennes dépendances du comté de Foix.
Bédeille est limitrophe de six autres communes.
Les communes limitrophes sont  Bagert, Barjac, Betchat, Fabas, Taurignan-Castet et Tourtouse.
| Betchat | Fabas            |           |
| Bagert  | Bédeille         | Tourtouse |
|         | Taurignan-Castet | Barjac    |

### Géologie et relief
La commune est située pour partie dans les Pyrénées, une chaîne montagneuse jeune, érigée durant l'ère tertiaire (il y a 40 millions d'années environ), en même temps que les Alpes, et pour partie dans le Bassin aquitain, le deuxième plus grand bassin sédimentaire de la France après le Bassin parisien. Elle est marquée par le front du chevauchement frontal nord-pyrénéen qui la traverse d'est en ouest, séparant la Zone nord-pyrénéenne (ZNP) au sud de la Zone sous-pyrénéenne (ZSP) au nord, qui constitue la frange sud du Bassin aquitain. Les terrains affleurants sur le territoire communal sont constitués de roches sédimentaires datant pour certaines du Cénozoïque, l'ère géologique la plus récente sur l'échelle des temps géologiques, débutant il y a 66 millions d'années, et pour d'autres du Mésozoïque, anciennement appelé Ère secondaire, qui s'étend de −252,2 à −66,0 Ma. La structure détaillée des couches affleurantes est décrite dans les feuilles « no 1055 - Saint-Gaudens » et « no 1056 - Le Mas d'Azil » de la carte géologique harmonisée au 1/50 000ème du département de l'Ariège, et leurs notices associées,.
La superficie cadastrale de la commune publiée par l’Insee, qui sert de références dans toutes les statistiques, est de 9,46 km2,. La superficie géographique, issue de la BD Topo, composante du Référentiel à grande échelle produit par l'IGN, est quant à elle de 9,56 km2.Son relief est relativement accidenté puisque la dénivelée maximale atteint 260 mètres. L'altitude du territoire varie entre 330 m et 590 m.

### Hydrographie

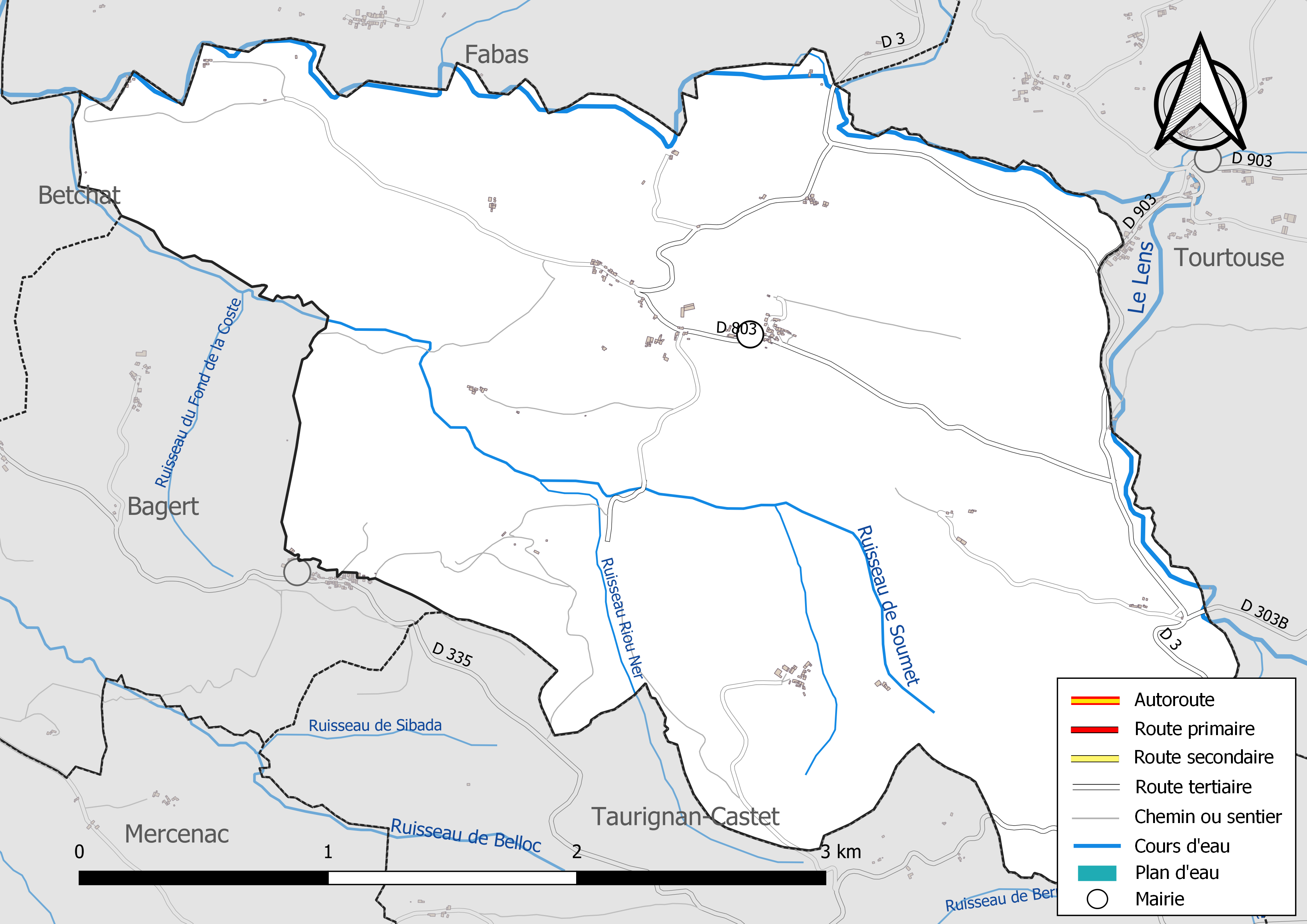
Réseaux hydrographique et routier de Bédeille.

La commune est dans le bassin versant de la Garonne, au sein du bassin hydrographique Adour-Garonne. Elle est drainée par le Lens, le ruisseau de Massot, le ruisseau de Soumet, un bras du Lens, le ruisseau de Bernard Blanc, le ruisseau Grande Goutte, le ruisseau Riou Ner et par divers petits cours d'eau, constituant un réseau hydrographique de 12 km de longueur totale,.
Le Lens, d'une longueur totale de 25,6 km, prend sa source dans la commune de Lasserre et s'écoule d'est en ouest. Il constitue la limite séparative est et nord de la commune et se jette dans le Salat à Mazères-sur-Salat, après avoir traversé 10 communes.

### Climat
Pour des articles plus généraux, voir Climat de l'Occitanie et Climat de l'Ariège.
En 2010, le climat de la commune est de type climat océanique altéré, selon une étude s'appuyant sur une série de données couvrant la période 1971-2000. En 2020, Météo-France publie une typologie des climats de la France métropolitaine dans laquelle la commune est exposée à un climat de montagne et est dans la région climatique Pyrénées centrales, caractérisée par une pluviométrie annuelle de 1 000 à 1 200 mm.
Pour la période 1971-2000, la température annuelle moyenne est de 12,2 °C, avec une amplitude thermique annuelle de 15,1 °C. Le cumul annuel moyen de précipitations est de 888 mm, avec 9,5 jours de précipitations en janvier et 6,4 jours en juillet. Pour la période 1991-2020, la température moyenne annuelle observée sur la station météorologique la plus proche, située sur la commune de Cérizols à 6 km à vol d'oiseau, est de 12,3 °C et le cumul annuel moyen de précipitations est de 976,4 mm,. Pour l'avenir, les paramètres climatiques de la commune estimés pour 2050 selon différents scénarios d'émission de gaz à effet de serre sont consultables sur un site dédié publié par Météo-France en novembre 2022.

### Milieux naturels et biodiversité

#### Espaces protégés
La protection réglementaire est le mode d’intervention le plus fort pour préserver des espaces naturels remarquables et leur biodiversité associée,.
La commune fait partie du parc naturel régional des Pyrénées ariégeoises, créé en 2009 et d'une superficie de 245 973 ha, qui s'étend sur 138 communes du département. Ce territoire unit les plus hauts sommets aux frontières de l’Andorre et de l’Espagne (la Pique d’Estats, le Mont Valier, etc) et les plus hautes vallées des avants-monts, jusqu’aux plissements du Plantaurel.

#### Zones naturelles d'intérêt écologique, faunistique et floristique
L’inventaire des zones naturelles d'intérêt écologique, faunistique et floristique (ZNIEFF) a pour objectif de réaliser une couverture des zones les plus intéressantes sur le plan écologique, essentiellement dans la perspective d’améliorer la connaissance du patrimoine naturel national et de fournir aux différents décideurs un outil d’aide à la prise en compte de l’environnement dans l’aménagement du territoire.
Une ZNIEFF de type 1 est recensée sur la commune :
les « quères de Bédeille et grotte de Tourtouse » (811 ha), couvrant 3 communes du département et deux ZNIEFF de type 2, :
- les « coteaux de l'ouest du Saint-Gironnais » (7 504 ha), couvrant 17 communes dont 13 dans l'Ariège et 4 dans la Haute-Garonne[30] ;
- les « Petites Pyrénées en rive droite de la Garonne » (12 847 ha), couvrant 20 communes dont 8 dans l'Ariège et 12 dans la Haute-Garonne[31].

Carte des ZNIEFF de type 1 et 2 à Bédeille.
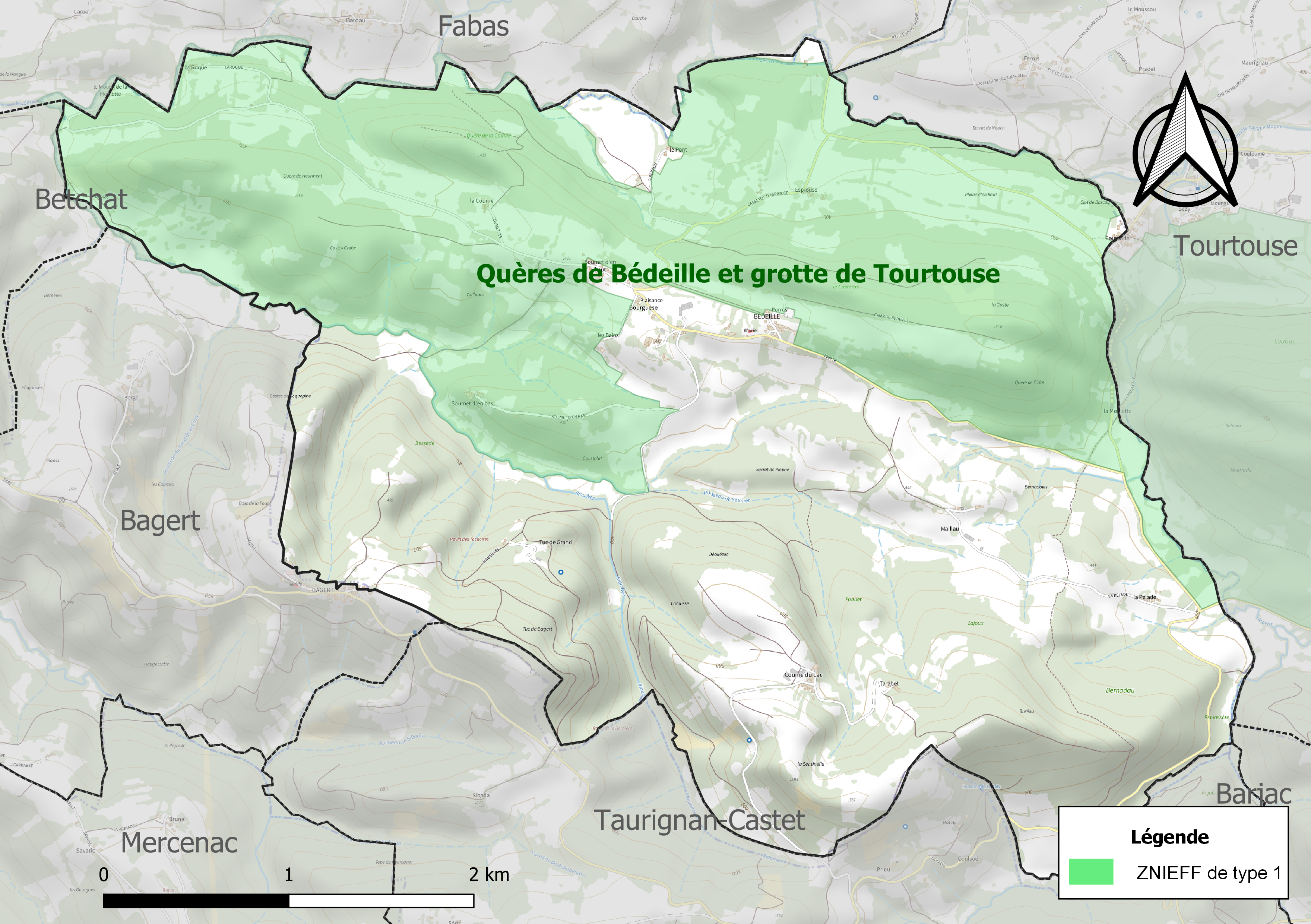
Carte de la ZNIEFF de type 1 sur la commune.
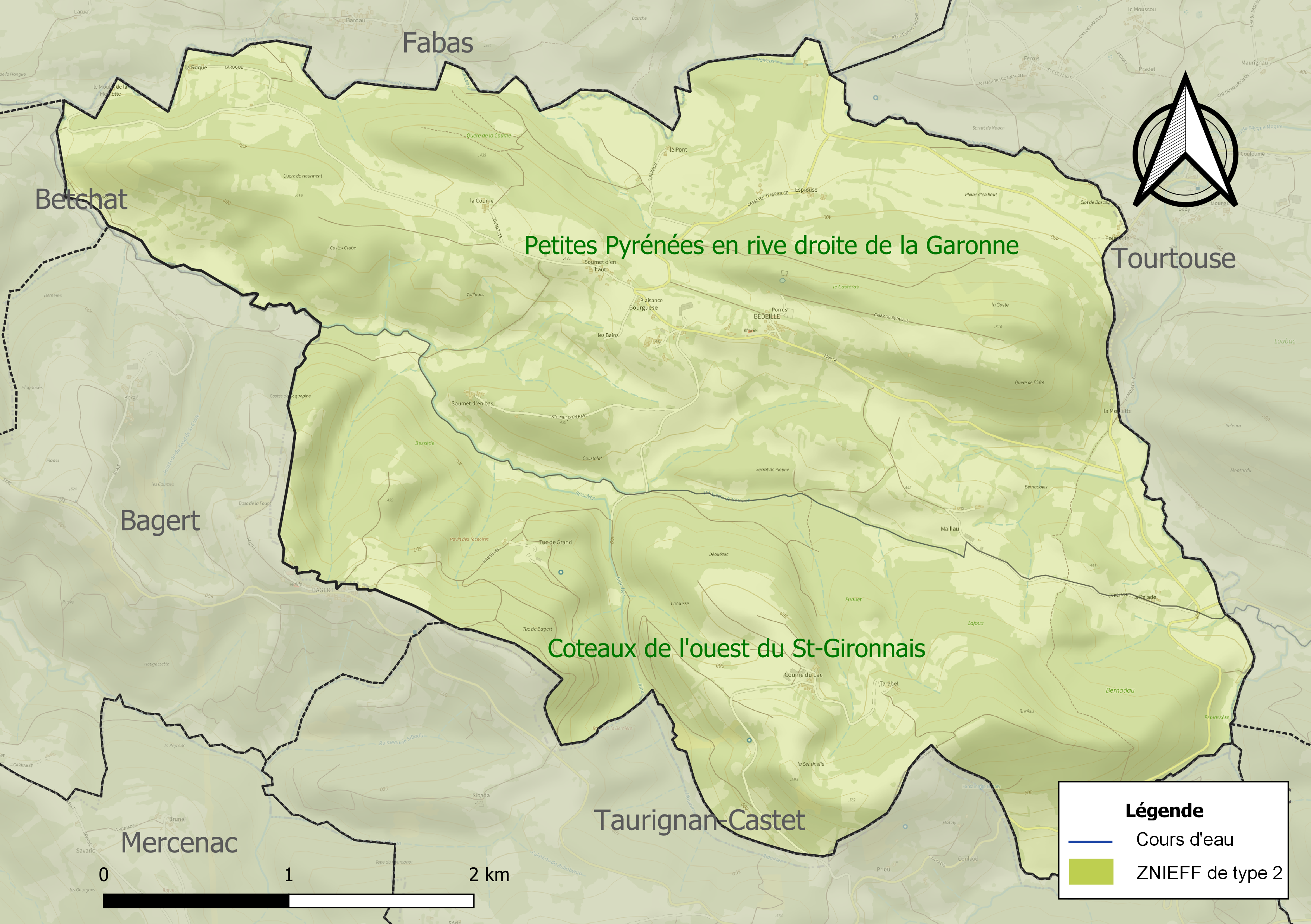
Carte des ZNIEFF de type 2 sur la commune.

## Urbanisme

### Typologie
Au 1er janvier 2024, Bédeille est catégorisée commune rurale à habitat très dispersé, selon la nouvelle grille communale de densité à 7 niveaux définie par l'Insee en 2022.
Elle est située hors unité urbaine. Par ailleurs la commune fait partie de l'aire d'attraction de Saint-Girons, dont elle est une commune de la couronne,. Cette aire, qui regroupe 70 communes, est catégorisée dans les aires de moins de 50 000 habitants,.

### Occupation des sols
L'occupation des sols de la commune, telle qu'elle ressort de la base de données européenne d’occupation biophysique des sols Corine Land Cover (CLC), est marquée par l'importance des forêts et milieux semi-naturels (51,9 % en 2018), une proportion identique à celle de 1990 (51,9 %). La répartition détaillée en 2018 est la suivante :
forêts (51,9 %), prairies (33,2 %), zones agricoles hétérogènes (14,8 %). L'évolution de l’occupation des sols de la commune et de ses infrastructures peut être observée sur les différentes représentations cartographiques du territoire : la carte de Cassini (XVIIIe siècle), la carte d'état-major (1820-1866) et les cartes ou photos aériennes de l'IGN pour la période actuelle (1950 à aujourd'hui).

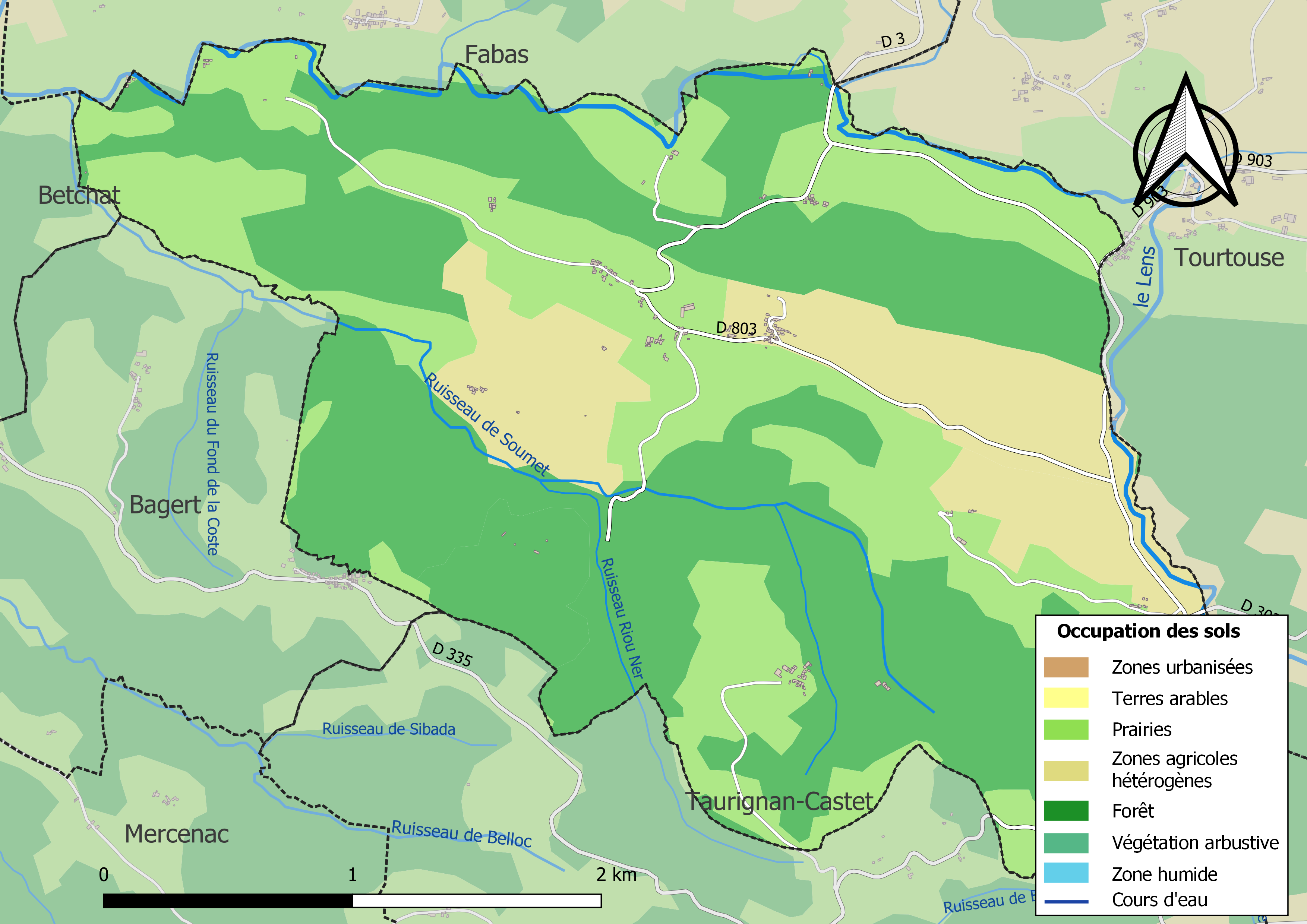
Carte des infrastructures et de l'occupation des sols de la commune en 2018 (CLC).

### Hameaux
Bourgaize, Bouyches,Coume du Lac, Soumet-d'en-Haut, Soumet-d'en-Bas,...

### Habitat et logement
En 2018, le nombre total de logements dans la commune était de 55, alors qu'il était de 55 en 2013 et de 57 en 2008.
Parmi ces logements, 65,7 % étaient des résidences principales, 23,4 % des résidences secondaires et 10,8 % des logements vacants. Ces logements étaient pour 100 % d'entre eux des maisons individuelles et pour 0 % des appartements.
Le tableau ci-dessous présente la typologie des logements à Bédeille en 2018 en comparaison avec celle de l'Ariège et de la France entière. Une caractéristique marquante du parc de logements est ainsi une proportion de résidences secondaires et logements occasionnels (23,4 %) inférieure à celle du département (24,6 %) mais supérieure à celle de la France entière (9,7 %). Concernant le statut d'occupation de ces logements, 89,2 % des habitants de la commune sont propriétaires de leur logement (86,5 % en 2013), contre 66,3 % pour l'Ariège et 57,5 % pour la France entière.
| Typologie                                               | Bédeille | Ariège | France entière |
| ------------------------------------------------------- | -------- | ------ | -------------- |
| Résidences principales (en %)                           | 65,7     | 65,7   | 82,1           |
| Résidences secondaires et logements occasionnels (en %) | 23,4     | 24,6   | 9,7            |
| Logements vacants (en %)                                | 10,8     | 9,7    | 8,2            |

### Voies de communication et transports
Accès par la route départementale D 803.

### Risques majeurs

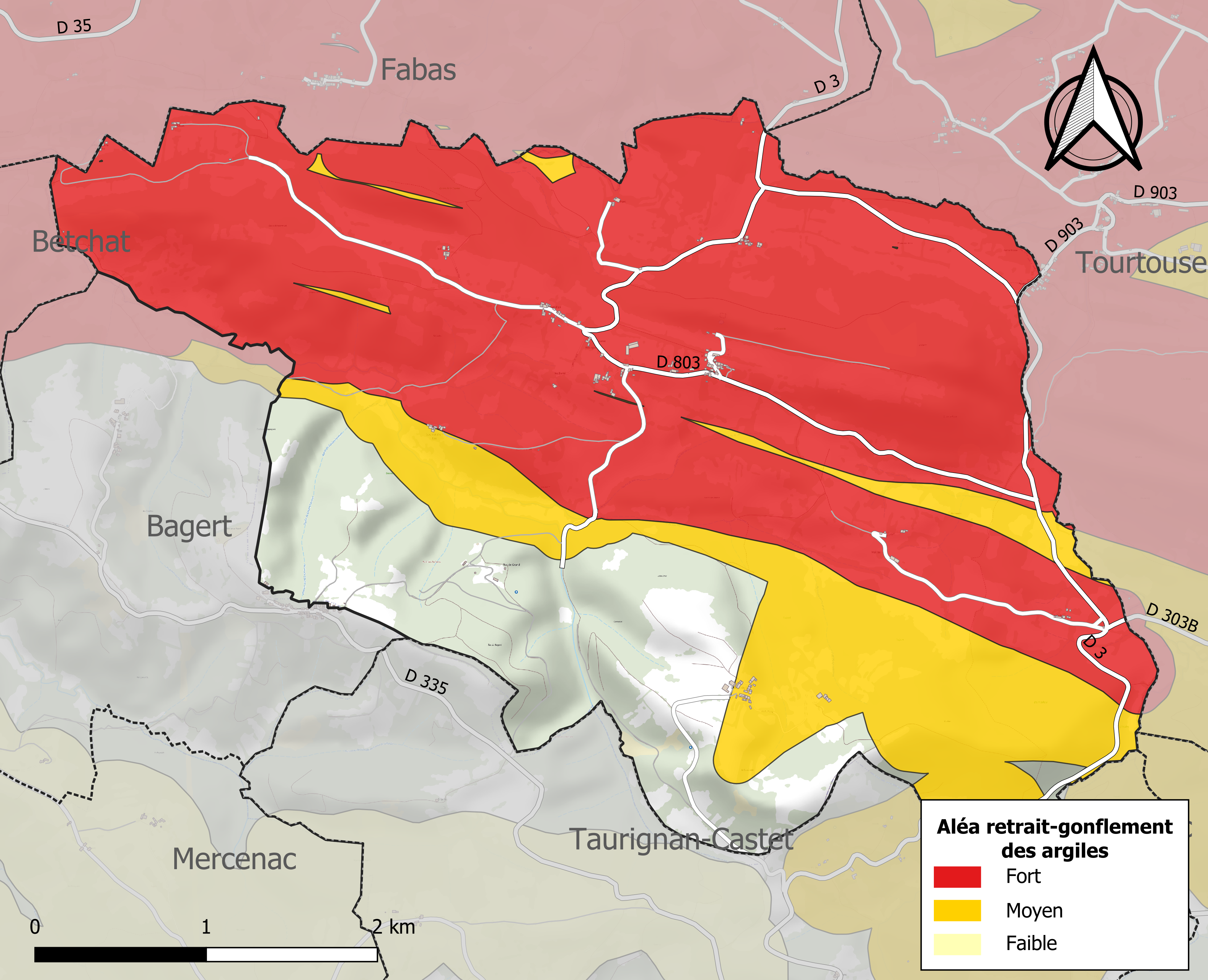
Zonage de l'aléa retrait-gonflement des argiles sur la commune de Bédeille.

Le territoire de la commune de Bédeille est vulnérable à différents aléas naturels : inondations, climatiques (grand froid ou canicule), feux de forêts, mouvements de terrains et séisme (sismicité modérée),.
Certaines parties du territoire communal sont susceptibles d’être affectées par le risque d’inondation par crue torrentielle d'un cours d'eau, ou ruissellement d'un versant.
Les mouvements de terrains susceptibles de se produire sur la commune sont soit des chutes de blocs, soit des glissements de terrains, soit des effondrements liés à des cavités souterraines, soit des mouvements liés au retrait-gonflement des argiles. Près de 50 % de la superficie du département est concernée par l'aléa retrait-gonflement des argiles, dont la commune de Bédeille. L'inventaire national des cavités souterraines permet par ailleurs de localiser celles situées sur la commune.

## Histoire

### L'Ichtyosaure de Bédeille
En 1881, l'abbé Jean-Jacques Pouech (1814-1892) découvre dans un remblai près de Soumet-d'en-Bas un fossile de fragment de mâchoire de reptile connu sous le nom de "l'Ichtyosaure de Bédeille" qui fut l'objet de polémiques sur sa datation. Des travaux scientifiques confirmeront en fin de XXe siècle qu'il s'agissait bien d'un spécimen datant de l'Albien supérieur.

### Thermalisme local
C'est vers 1835 qu'un cordonnier rhumatisant, Michel Grand, se rendit à Ax-les-Thermes. À son retour, il eut l'idée de tester l'eau de sa source tiède du hameau de Bourgaize. Il en ressentit aussitôt de remarquables bienfaits sur ses rhumatismes, en fit bénéficier d'autres habitants également satisfaits par les bains prodigués. Un petit établissement thermal est inauguré en 1870. Il fermera exactement un siècle plus tard... Le village n'avait pas tous les attraits ludiques des stations thermales connues... En 1898, seulement 151 patients ont fréquenté les bains devenus la propriété de Joseph Faur une dizaine d'années plus tôt. La fréquentation régressera progressivement faute sans doute à l'absence d'hôtellerie et à l'écrasante concurrence d'Ax-les-Thermes.

## Politique et administration

### Découpage territorial
La commune de Bédeille est membre de la communauté de communes Couserans-Pyrénées, un établissement public de coopération intercommunale (EPCI) à fiscalité propre créé le 18 novembre 2016 dont le siège est à Saint-Lizier. Ce dernier est par ailleurs membre d'autres groupements intercommunaux.
Sur le plan administratif, elle est rattachée à l'arrondissement de Saint-Girons, au département de l'Ariège, en tant que circonscription administrative de l'État, et à la région Occitanie.
Sur le plan électoral, elle dépend du canton des Portes du Couserans pour l'élection des conseillers départementaux, depuis le redécoupage cantonal de 2014 entré en vigueur en 2015, et de la deuxième circonscription de l'Ariège  pour les élections législatives, depuis le redécoupage électoral de 1986.

### Administration municipale
Le nombre d'habitants au recensement de 2011 étant compris entre 0 et 99, le nombre de membres du conseil municipal pour l'élection de 2014 est de sept,.

### Liste des maires
| Période                                  | Période  | Identité          | Étiquette      | Qualité      |
| ---------------------------------------- | -------- | ----------------- | -------------- | ------------ |
| Décembre 2019                            | mai 2020 | Alain PELLOUX     | sans étiquette | Retraité     |
| mai 2020                                 | 2021     | Christian Pailhès |                | Ancien Cadre |
| octobre 2021                             | En cours | Daniel Incamps    |                |              |
| Les données manquantes sont à compléter. |          |                   |                |              |

## Population et société

### Démographie
L'évolution du nombre d'habitants est connue à travers les recensements de la population effectués dans la commune depuis 1793. Pour les communes de moins de 10 000 habitants, une enquête de recensement portant sur toute la population est réalisée tous les cinq ans, les populations de référence des années intermédiaires étant quant à elles estimées par interpolation ou extrapolation. Pour la commune, le premier recensement exhaustif entrant dans le cadre du nouveau dispositif a été réalisé en 2007.

En 2022, la commune comptait 76 habitants, en évolution de +5,56 % par rapport à 2016 (Ariège : +1,48 %, France hors Mayotte : +2,11 %).
| 1793 | 1800 | 1806 | 1821 | 1831 | 1836 | 1841 | 1846 | 1851 |
| ---- | ---- | ---- | ---- | ---- | ---- | ---- | ---- | ---- |
| 483  | 458  | 459  | 465  | 545  | 520  | 520  | 557  | 549  |

| 1856 | 1861 | 1866 | 1872 | 1876 | 1881 | 1886 | 1891 | 1896 |
| ---- | ---- | ---- | ---- | ---- | ---- | ---- | ---- | ---- |
| 484  | 464  | 449  | 449  | 416  | 387  | 361  | 355  | 343  |

| 1901 | 1906 | 1911 | 1921 | 1926 | 1931 | 1936 | 1946 | 1954 |
| ---- | ---- | ---- | ---- | ---- | ---- | ---- | ---- | ---- |
| 300  | 295  | 264  | 202  | 186  | 181  | 185  | 160  | 135  |

| 1962 | 1968 | 1975 | 1982 | 1990 | 1999 | 2006 | 2007 | 2012 |
| ---- | ---- | ---- | ---- | ---- | ---- | ---- | ---- | ---- |
| 100  | 83   | 73   | 76   | 56   | 72   | 79   | 80   | 77   |

| 2017 | 2022 | - | - | - | - | - | - | - |
| ---- | ---- | - | - | - | - | - | - | - |
| 70   | 76   | - | - | - | - | - | - | - |

| selon la population municipale des années : | 1968 | 1975 | 1982 | 1990 | 1999 | 2006 | 2009 | 2013 |
| Rang de la commune dans le département      | 304  | 225  | 229  | 246  | 272  | 244  | 244  | 252  |
| Nombre de communes du département           | 340  | 328  | 330  | 332  | 332  | 332  | 332  | 332  |

### Enseignement
Bédeille fait partie de l'académie de Toulouse.

### Activités sportives
Randonnée pédestre, chasse,

### Écologie et recyclage
La déchetterie du Volvestre ariégeois se trouve sur la commune de Lasserre au lieudit Chaumes.

## Économie

### Emploi
| Division       | 2008   | 2013   | 2018   |
| -------------- | ------ | ------ | ------ |
| Commune        | 11,4 % | 16,7 % | 13,9 % |
| Département    | 8,9 %  | 11,1 % | 11,2 % |
| France entière | 8,3 %  | 10 %   | 10 %   |

En 2018, la population âgée de 15 à 64 ans s'élève à 35 personnes, parmi lesquelles on compte 72,2 % d'actifs (58,3 % ayant un emploi et 13,9 % de chômeurs) et 27,8 % d'inactifs,. Depuis 2008, le taux de chômage communal (au sens du recensement) des 15-64 ans est supérieur à celui de la France et du département.
La commune fait partie de la couronne de l'aire d'attraction de Saint-Girons, du fait qu'au moins 15 % des actifs travaillent dans le pôle,. Elle compte 12 emplois en 2018, contre 12 en 2013 et 14 en 2008. Le nombre d'actifs ayant un emploi résidant dans la commune est de 21, soit un indicateur de concentration d'emploi de 57,3 % et un taux d'activité parmi les 15 ans ou plus de 41,3 %.
Sur ces 21 actifs de 15 ans ou plus ayant un emploi, 4 travaillent dans la commune, soit 19 % des habitants. Pour se rendre au travail, 90,5 % des habitants utilisent un véhicule personnel ou de fonction à quatre roues, 4,8 % s'y rendent en deux-roues, à vélo ou à pied et 4,8 % n'ont pas besoin de transport (travail au domicile).

### Activités hors agriculture
5 établissements sont implantés à Bédeille au 31 décembre 2019.
Le secteur de la construction est prépondérant sur la commune puisqu'il représente 40 % du nombre total d'établissements de la commune (2 sur les 5 entreprises implantées à Bédeille), contre 14,2 % au niveau départemental.
L'économie de la commune est essentiellement basée sur l'agriculture, et "Habitats insolites" une entreprise coopérative spécialisée dans la conception et la fabrication d’habitats alternatifs et d’habitats légers de loisirs, à Soumet-d'en-haut.

### Agriculture
|                                   | 1988 | 2000 | 2010 |
| --------------------------------- | ---- | ---- | ---- |
| Exploitations                     | 11   | 7    | 9    |
| Superficie agricole utilisée (ha) | 362  | 253  | 313  |

La commune fait partie de la petite région agricole dénommée « Région sous-pyrénéenne ». En 2010, l'orientation technico-économique de l'agriculture  sur la commune est l'élevage de bovins, lait, élevage et viande combinés. Neuf exploitations agricoles ayant leur siège dans la commune sont dénombrées lors du recensement agricole de 2010 (onze en 1988). La superficie agricole utilisée est de 313 ha.

## Culture locale et patrimoine

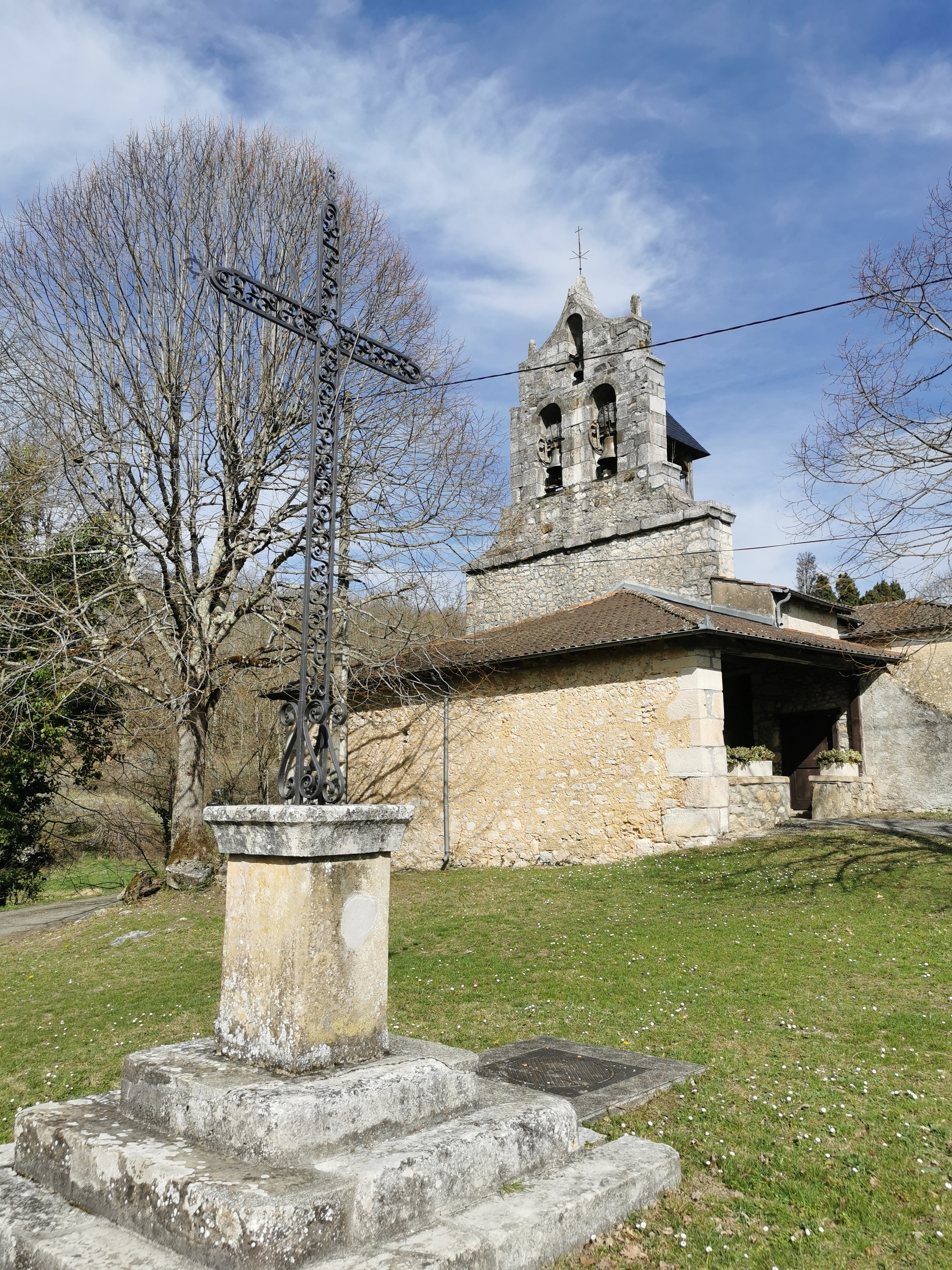
L'église Saint-Michel et croix en mars 2023.

### Lieux et monuments
- Église Saint-Michel à clocher-mur avec 3 cloches.

### Personnalités liées à la commune
- Roger Fauroux (1926-2021) : ministre et ancien maire de Saint-Girons, né à Montpellier et cependant originaire de Bédeille[61] par l'un de ses grands-pères.

## Pour approfondir